# Le Directeur de l'Opéra
Le Directeur de l'Opéra est une pièce de théâtre de Jean Anouilh créée à la Comédie des Champs-Élysées de Paris le 27 septembre 1972 dans une mise en scène de Roland Piétri et de l'auteur lui-même, avec des décors et costumes de Jean-Denis Malclès; la musique de la chanson enfantine et de l'opéra-bouffe final Jean-Michel Damase. (269 représentations).
Elle fait partie des Pièces baroques avec Cher Antoine ou l'Amour raté (1967) et Ne réveillez pas Madame (1970).

## Argument
Dans une Italie de fantaisie, Antonio di San-Floura, le directeur de l'opéra, peine à diriger aussi bien son opéra que sa famille, confronté à l'égoïsme universel.

## Distribution originale
- Paul Meurisse : Antonio Di San-Floura, directeur de l'Opéra ;
- Jean Parédès : Impossible, son caissier ;
- Didier Haudepin : Toto, son fils ;
- Patrick Poivey : Frederico, son gendre ;
- Maurice Jacquemont : le médecin-chef de l'hôpital (le Docteur dans l'opéra) ;
- Claude Richard : Léon, choriste ;
- Gérard Dournel : Leopardo, choriste ;
- Paul Bisciglia : Poltrone, choriste ;
- Roger Laurent : Leonardo, vieux serviteur fantôme ;
- Idriss : Giuseppe, jeune valet ;
- Pierre Alain : le bel interne, vieillard malade ;
- Annick Anselme : le fils de la femme de ménage, vieillard malade ;
- Madeleine Barbulée : Dona Anna, femme d'Antonio ;
- Noëlle Leiris : Maria Josepha ;
- Uta Taeger : Dona Emilia ;
- Jacqueline Coué : Maria Christina ;
- Ève Francis : Dona Mathilda, sa belle-mère ;
- Martine Couture : Angela, petite amie de Toto ;
- Marianne Pernety : La Menotti, jeune danseuse (Mimolette dans l'opéra) ;
- Gilberte Géniat : la grosse Jeanne, femme de ménage.

La scène est en Italie.